# Ola Polakowa
Ola Polakowa (ros. Оля Полякова), właśc. Olha Jurijiwna Polakowa (ukr. Ольга Юріївна Полякова); ur. 17 stycznia 1979 w Winnicy) – ukraińska piosenkarka, reżyserka, aktorka, prezenterka telewizyjna i osobowość medialna.

## Życiorys
Jest córką muzyka i lekarki pediatry, która po rozstaniu z ojcem Polakowej poślubiła rosyjskiego dyplomatę. Od trzeciego miesiąca do dziewiątego roku życia była wychowana przez babkę. W dzieciństwie zagrała niewielką rolę w rosyjskim serialu Jeralasz. Na przełomie 2002 i 2003 przeprowadziła się do Kijowa, gdzie ukończyła szkołę muzyczną w klasie fortepianu oraz studia na kierunku śpiewu estradowego w Narodowym Uniwersytecie Kultury i Sztuk Pięknych. Zdobyła dyplom śpiewaczki operowej Konserwatorium im. Piotra Czajkowskiego.
Przed rozpoczęciem profesjonalnej kariery muzycznej śpiewała w lokalnych restauracjach oraz w chórze kościelnym. W 2001 wydała debiutancki album studyjny pt. Prichodi ko mnie. Płytę promował teledysk do piosenki „Tak nie bywajet”. Po wydaniu debiutanckiej płyty wyleciała do Moskwy, by rozpocząć działalność na rosyjskim rynku muzycznym. W trakcie jednego z przyjęć poznała Dienisa Klawiera, wokalistę duetu Czaj Wdwojom, który zaproponował jej współpracę. Wspólnie nagrali piosenkę „Obnimi menia”, do której zrealizowali teledysk. W 2005 nawiązała współpracę z producentem i reżyserem Aleksandrem Rewzinem. W trakcie pięcioletniego pobytu w Moskwie pracowała również z Lubaszą, która napisała dla niej kilka piosenek. Zagrała epizodyczne role w filmach: Spowid Don Żuana (2007), Żarkij lod (2008) i Moja starsza sestra (2008). W 2008 wróciła do Ukrainy, gdzie kontynuowała karierę muzyczną i do 2012 wydała kilka singli: „Superblondynka” i „Moj miłyj malczik” (w 2008), „Wieb-kamera”, „Szarik” i „90-60-90” (w 2009) i „Ałło” (w 2011), który nagrała z Ludmiłą Hurczenko. Była także bohaterką kilku telewizyjnych reality shows: Dolczewyta kaput (2009), Boginia szopinga (2009) i Priwet, dekret! (2011), poza tym była hostessą w teleturnieju Kto protiw blondinok? (2009), zwyciężyła w programach rozrywkowych Narodna zirka (2010) i Kak dwe kaply (2013), została finalistką programu Zirka + zirka (2011) oraz poprowadziła programy Narodna zirka (2010–2011) i Zorjani jajca. W lutym 2012 zajęła ósme miejsce z piosenką „Lepiestok” w finale ukraińskich eliminacji do Konkursu Piosenki Eurowizji.

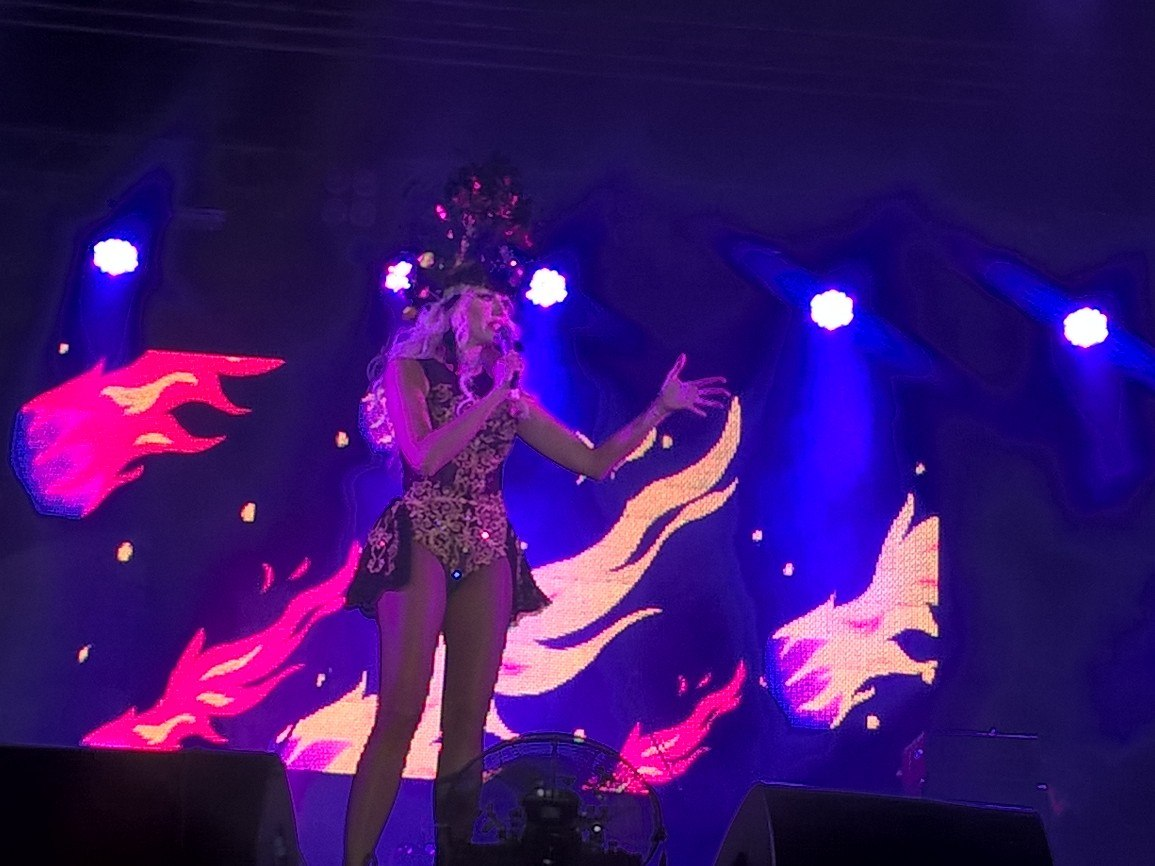
Polakowa na koncercie w Melitopolu, 2016

Pod koniec 2012 nawiązała współpracę z Michaiłem Jasinskim, dyrektorem generalnym agencji rozrywkowej Secret Service. W 2013 wydała singiel „Russian Style”, będący przerobioną wersją wydanej przez nią wcześniej piosenki „Ja nie takaja (Pum-Pum)”, a zarazem będący odpowiedzią na przebój „Gangnam Style” Psy’a. W 2013 uczestniczyła w programie Byszka oraz wydała dwa single: „#Szlopki” i „Luli”. W 2014 premierę miał kolejne trzy piosenki Polakowej: „Broszennija kotenia”, „Astalawista, separatista!” i „C Nowym godom!”. Większość utworów wydanych od 2012 umieściła na swoim drugim albumie pt. Szlopali szlopki, który wydała 27 stycznia 2017. Pod koniec 2014 zaprzestała występów na terytorium rosyjskim z powodu aneksji Krymu przez Rosję. W 2016 została jurorką w programie Liha smichu. W 2017 uczestniczyła w programie rozrywkowym 1+1 Tanci z zirkamy, w którym występowała również jako była gość muzyczny. Pod koniec roku odebrała Złoty Gramofon na gali M1 Music Awards za piosenkę „Nomer odin”.
W 2018 wydała singiel „Koroliewa noczi”, który stał się przebojem w kraju, a także otrzymała statuetkę dla „najpiękniejszej Ukrainki” na gali Viva! Najkrasywiszi 2018. Jesienią tego samego roku zagrała koncert w Pałacu Sportu w Kijowie w ramach trasy Koroliewa noczi, a relacja z wydarzenia została wyemitowana 18 listopada na kanale 1+1. Również w 2018 zagrała Iłonę, jedną z głównych bohaterek w filmach Andrejsa Jekisa Swinhery, a rolę powtórzyła również w następnym roku na potrzeby filmu Swinhery 2. 1 lutego 2019 wydała minialbum pt. Koroliewa noczi, który promowała tytułowym singlem oraz piosenkami: „Lubownica”, „Liod tronulsia” i „Zwoniła”. W maju 2019 poinformowała o chęci założenia pierwszej żeńskiej partii politycznej na Ukrainie. W drugiej połowie roku wydała jeszcze trzy single: „Ej, sekundoczku”, „Nocznaja żrica” i „Swiat, swiat, swiat”, który nagrała z Potapem i Ołehem Wynnykiem na potrzeby ścieżki dźwiękowej do filmu Skażenie wesillia 2. Została także jedną z jurorek w programie X Factor.

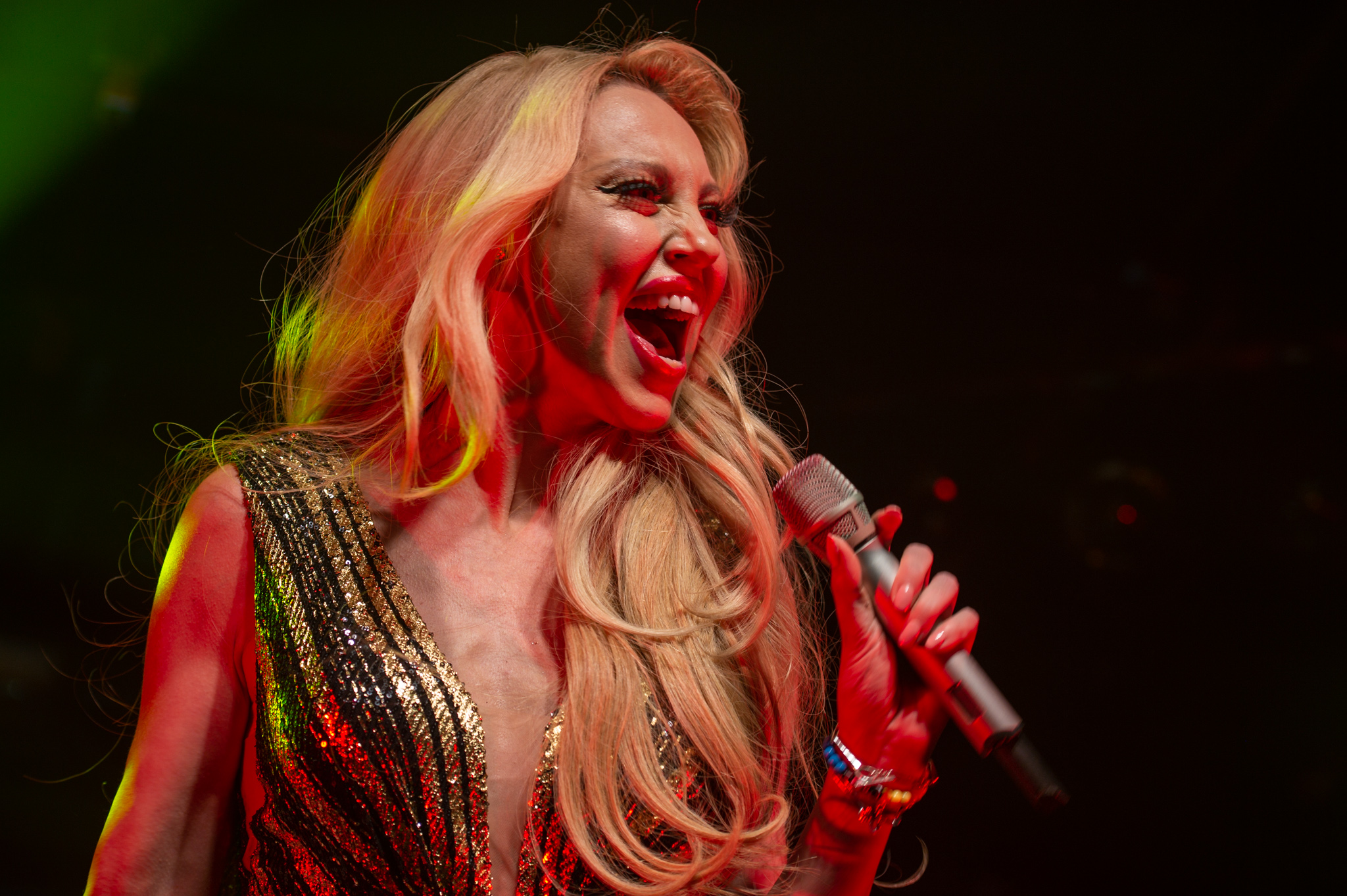
Polakowa (2022)

Po inwazji Rosji na Ukrainę w 2022 zrezygnowała z występowania w Rosji i przetłumaczyła swoje rosyjskojęzyczne przeboje na język ukraiński. W kolejnych miesiącach nagrała utwór „Kołyskowa Mełodija Ukrajiny” dedykowany ukraińskim dzieciom i została ambasadorką charytatywnego projektu Childhood Without War, który ma na celu pomoc dzieciom osieroconym wskutek konfliktu zbrojnego. W 2023 rozpoczęła światową trasę koncertową z ukraińskojęzycznym programem pt. Wse bude dobre (pol. Wszystko będzie dobrze); w trakcie koncertów prezentuje m.in. ukraińskojęzyczne wersje przebojów, które nagrała w języku rosyjskim. W październiku 2023 premierę miał singiel „Love Is Blue”, który nagrała ze szwedzkim zespołem Army of Lovers.

## Życie prywatne
11 września 2004 poślubiła przedsiębiorcę Wadima Polakowa. Mają dwie córki, Marię (ur. 2005) i Alisę (ur. 2011). Mieszka w rodzinnej Winnicy, gdzie nad brzegiem Dniepru wybudowała luksusową rezydencję.

## Dyskografia
Albumy studyjne
- Prichodi ko mnie (2001)
- Szlopali szlopki (2017)

Minialbumy (EP)
- Koroliewa noczi (2018)

## Teledyski
| Rok  | Utwór                               | Reżyser                            | Album                               |        |
| ---- | ----------------------------------- | ---------------------------------- | ----------------------------------- | ------ |
| 2007 | „Obnimi menia” (feat. Czaj Wdwojom) | Оłeksandr Ihudin                   | Biełoje płatie (album Czaj Wdwojom) | [ 49 ] |
| 2008 | „Superblondynka”                    | Оłeksandr Ihudin                   | –                                   | [ 50 ] |
| 2008 | „Moj miłyj malczik”                 | Оłeksandr Ihudin                   | –                                   | [ 51 ] |
| 2009 | „Love Is...”                        | Оłeksandr Ihudin                   | Szlopali szlopki                    | [ 52 ] |
| 2010 | „90-60-90”                          | Maksim Papiernik                   | –                                   | [ 53 ] |
| 2011 | „Szarik”                            | Wiktor Skuratowskij                | Szlopali szlopki                    | [ 54 ] |
| 2012 | „Malczikam eto nrawitsia”           | Оłena Winiarska                    | Szlopali szlopki                    | [ 55 ] |
| 2012 | „Russian Style”                     | Оłena Winiarska                    | Szlopali szlopki                    | [ 56 ] |
| 2013 | „#Szlopki”                          | Leonid Kolosowskij                 | Szlopali szlopki                    | [ 57 ] |
| 2013 | „Luli”                              | Оłena Winiarska                    | Szlopali szlopki                    | [ 58 ] |
| 2014 | „Broszennyj kotionia”               | Оłena Winiarska                    | Szlopali szlopki                    | [ 59 ] |
| 2014 | „S nowym godom”                     | Оłena Winiarska                    | –                                   | [ 60 ] |
| 2015 | „Lubow-morkow”                      | Оłena Winiarska                    | Szlopali szlopki                    | [ 61 ] |
| 2015 | „Pierwoje leto bez niego”           | Оłena Winiarska                    | Szlopali szlopki                    | [ 62 ] |
| 2016 | „O Boże, kak bolno!”                | Оłena Winiarska                    | Ałan Badojew                        | [ 63 ] |
| 2017 | „Nomer odin”                        | Оłena Winiarska                    | –                                   | [ 64 ] |
| 2017 | „Bywszyj”                           | Dmitryj Manifest, Dmintryj Szmurak | Koroliewa noczi                     | [ 65 ] |
| 2018 | „Mama”                              | Оłena Winiarska                    | –                                   | [ 66 ] |
| 2018 | „Koroliewa noczi”                   | Dmitryj Manifest, Dmintryj Szmurak | Koroliewa noczi                     | [ 67 ] |
| 2019 | „Ej, sekundoczku”                   | Dmitryj Manifest, Dmintryj Szmurak | –                                   | [ 68 ] |
| 2019 | „Nocznaja żrica”                    | Dmitryj Manifest, Dmintryj Szmurak | –                                   | [ 69 ] |

## Filmografia
Filmy
- 2007: Spowid Don Żuana
- 2008: Żarkij lod
- 2008: Moja starszaja sestra – tłumaczka
- 2018: Swinhery – Iłona
- 2018: Ja, ty, win, wona – pacjentka
- 2019: Swinhery 2 – Iłona

Seriale
- 2010–2011: Kumśki bajky